# 多尔济车林
多尔济车林（？—？）蒙古族，喀尔喀車臣汗部东路中末旗人，喀尔喀車臣汗部东路中末旗札萨克。

## 生平
宣统三年閏六月（1911年），車臣汗部扎薩克貝子多爾濟車林等報效辦理新政銀兩，获得清廷獎赏。
1911年外蒙古独立。随后，1911年12月30日博克多汗的封赏名单中，多尔济车林排名第13位，即最末一位，封赏内容如下：
车臣汗部（中末旗）札萨克固山贝子多尔济车林，著授多罗贝勒爵，并赐毕希勒尔图世袭名号，授财政部副大臣之职。
自此，多尔济车林担任大蒙古国财政部副大臣。